# Muxima
Muxima è un comune dell'Angola situato nella municipalità di Quiçama, appartenente alla provincia del Bengo.

## Monumenti e luoghi d'interesse
La cittadina è sede del santuario cattolico di Nostra Signora di Muxima, luogo di culto edificato nel XVI secolo dai portoghesi.